# الجمود السياسي الكويتي
اتسم الجمود السياسي الكويتي الذي امتد من 2020 إلى مايو 2024 بالمواجهة المستمرة بين الحكومة المعينة ومجلس الأمة المنتخب في الكويت. وجاءت هذه الأزمة على خلفية أزمات الخلافة الداخلية المتعاقبة داخل أسرة آل صباح الحاكمة بدءا بوفاة الأمير صباح الأحمد الجابر الصباح عام 2020 فانتقلت القيادة إلى أخيه غير الشقيق نواف الذي توفي عام 2023 ومن ثم ترقية مشعل الأحمد الجابر الصباح إلى دور الأمير. قبل 1 يونيو 2024 لم يقم مشعل آخر أفراد جيله الباقي على قيد الحياة وابن أحمد الجابر الصباح بتعيين خليفة له.
بموجب الدستور يعين الأمير رئيس الوزراء ويتولى أفراد عائلة الصباح تقليديا الحقائب الوزارية الرئيسية بما في ذلك رئاسة الوزراء. بالإضافة إلى ذلك يقوم الأمير بتعيين ولي العهد الذي يجب أن يحصل على موافقة ما لا يقل عن 50٪ من البرلمانيين المنتخبين. وقد أدت هذه الممارسة الراسخة إلى تأجيج الجمود السياسي حيث يستخدم مرشحو الخلافة من الجيل التالي استراتيجيات شعبوية للحصول على الدعم البرلماني لمحاولاتهم في تولي الإمارة. تتضمن هذه التكتيكات في كثير من الأحيان محاكمة انتقائية للمنافسين بتهم الفساد ومنح العفو عن المؤيدين وتغييرات شاملة في الموظفين عبر المستويات الحكومية لتشكيل تحالفات داخل كل من الأسرة الحاكمة ومجلس الأمة.
أثرت هذه الأزمة بشكل كبير على المشهد السياسي في الكويت مما أدى إلى تعيين أربعة رؤساء وزراء مختلفين وحل البرلمان ثلاث مرات وإلغاء جلسة برلمانية واحدة وتشكيل عشر حكومات مختلفة على مدى ثلاث سنوات.
انتهت الأزمة في 10 مايو 2024 عندما أعلن الأمير مشعل الأحمد حل البرلمان لمدة تصل إلى أربع سنوات وتعليق بعض المواد الدستورية وقدم خطة لمراجعة وتعديل الدستور للتخفيف من الخلل السياسي المستقبلي. بعد ذلك في 1 يونيو 2024 قام الأمير مشعل بتعيين الشيخ صباح خالد الحمد الصباح وليا للعهد مما أنهى بشكل نهائي الجمود السياسي والخلاف داخل الأسرة الحاكمة.

## الخلاف حول ولاية العهد
تنص المادة 4 من الدستور الكويتي على أن ترشيح الأمير لولي العهد يجب أن يحظى بموافقة أكثر من 50% من أعضاء مجلس الأمة وهو مطلب أدى إلى جلب النزاعات الداخلية إلى المجالين العام والبرلماني وتجاوز مجرد مؤامرات القصر. يؤكد عالم السياسة الكويتي محمد الوهيب أن أفراد عائلة آل صباح قد شاركوا في التلاعب بالفصائل السياسية والاقتصادية لتقويض بعضهم البعض مع قيام الشيوخ المنافسين في كثير من الأحيان باستخدام اتهامات الفساد كاستراتيجية.

### عداوة ناصر المحمد وأحمد الفهد
ابتداء من أواخر عام 2010 بدأ أعضاء مجلس الأمة المؤيدون لرئيس الوزراء الشيخ ناصر المحمد الأحمد الصباح انتقادات ضد الشيخ أحمد فهد الأحمد الصباح. وفي نوفمبر من ذلك العام اتهم النائب عادل الصرعاوي الشيخ أحمد في مجلس الأمة الكويتي بتشكيل حكومة ظل غير مرخصة داخل الكويت. وتفاقم الوضع بتعيين شقيقه الشيخ عذبي فهد الأحمد الصباح رئيسا لجهاز أمن الدولة الكويتي مما يشير إلى أن الشيخ أحمد كان له نفوذ يتجاوز واجباته الحكومية المحددة. بحلول مارس 2011 اقترح النائبان مرزوق الغانم وعادل الصرعاوي إجراء تحقيق مع الشيخ أحمد الذي كان في ذلك الوقت نائب رئيس الوزراء فيما يتعلق بسوء إدارة العقود الحكومية المزعومة. وأدت هذه التطورات إلى استقالة الشيخ أحمد من مناصبه الحكومية بحلول يونيو 2011.
في أغسطس 2011 كشف حلفاء أحمد الفهد عن وثائق تورط ما يصل إلى ثلث أعضاء مجلس الأمة فيما برز بسرعة باعتباره أهم فضيحة فساد سياسي في تاريخ الكويت. بحلول أكتوبر من نفس العام ظهرت ادعاءات ضد 16 نائبا متهمة إياهم بقبول دفعات يبلغ مجموعها 350 مليون دولار أمريكي مقابل دعمهم لسياسات الحكومة.
وفي أكتوبر 2011 أيضا ادعى النائب مسلم البراك حليف أحمد الفهد أنه تم تحويل مبالغ كبيرة من الدنانير الكويتية من وزارة الخارجية الكويتية إلى الحسابات المصرفية الأجنبية لرئيس الوزراء ناصر المحمد. ودفع هذا الاتهام إلى استقالة وزير الخارجية الدكتور محمد صباح السالم الصباح آخر ممثل لفرع السالم داخل عائلة الصباح كنوع من الاحتجاج. وفند ناصر المحمد هذه الادعاءات مؤكدا أن "جميع التحويلات تمت لمصلحة الكويت دون أي مكاسب شخصية". وتمت تبرئته لاحقا من هذه الادعاءات من قبل محكمة قضائية خاصة في الكويت.

### استقالة ناصر المحمد وتعيين جابر المبارك رئيسا للوزراء
دفعت المظاهرات السياسية واسعة النطاق في نوفمبر 2011 الأمير صباح الأحمد الجابر الصباح إلى قبول استقالة ناصر المحمد في 28 نوفمبر 2011. وعلى إثر ذلك قام بتعيين وزير الدفاع المنتهية ولايته الشيخ جابر مبارك الحمد الصباح رئيسا للوزراء.

#### فيديو الانقلاب المزيف وإدانة أحمد الفهد بالاحتيال
في ديسمبر 2013 أكد أنصار أحمد الفهد أن لديهم أشرطة يزعم أنها تظهر ناصر المحمد ورئيس مجلس الأمة السابق جاسم الخرافي يخططان للإطاحة بالحكومة الكويتية. عرفت هذه الحادثة ببلاغ الكويت. وقد ناقش أحمد الفهد هذه الادعاءات على قناة الوطن.
ردا على هذه الادعاءات بدأ المدعي العام الكويتي تحقيقا في أبريل 2014 وفرض تعتيما إعلاميا شاملا لمنع أي نقاش أو تغطية حول هذا الموضوع. ولإقناع المدعي العام بصحة الأشرطة دبر أحمد الفهد ورفاقه مواجهة قانونية وهمية في سويسرا. تضمن ذلك تأريخ المستندات واستخدام شركة وهمية مقرها ولاية ديلاوير يسيطرون عليها. تم تقديم هذا التحكيم الصوري الذي تم كشفه لاحقا باعتباره احتياليا في المحاكم السويسرية إلى المحكمة العليا في لندن للمساعدة في التحقق من صحة الأشرطة.
بحلول مارس 2015 أوقف المدعي العام الكويتي جميع التحقيقات في محاولة الانقلاب المزعومة وسحب أحمد الفهد اتهاماته علانية على شاشة تلفزيون الكويت الحكومي. في الوقت نفسه شرع عذبي الفهد شقيق أحمد ورئيس أمن الدولة السابق إلى جانب شركائه المعروفين باسم "قروب الفنطاس" في حملة تضليل إعلامي. وقاموا بإنتاج وتوزيع مقطع فيديو منخفض الجودة يظهر زورا رئيس المحكمة الدستورية وهو يقبل رشوة مما يشير إلى أن ذلك أثر على قرار المدعي العام بوقف التحقيق. وفي وقت لاحق تمت محاكمة عذبي الفهد وأعضاء قروب الفنطاس قانونيا وإدانتهم لتورطهم في هذه الأعمال.
في نوفمبر 2018 اتُهم أحمد وأربعة متهمين آخرين في سويسرا بالتزوير المرتبط بتورطهم في تلفيق تحكيم في سويسرا للتحقق من صحة الفيديو الزائف الذي يزعم وجود مؤامرة انقلابية. وجاء هذا الإجراء في أعقاب شكوى جنائية قدمها الممثلان القانونيان لناصر المحمد وجاسم الخرافي.
أدين الشيخ أحمد بتهمة التزوير في 10 سبتمبر 2021 إلى جانب الأفراد الأربعة الآخرين المتورطين وحكم عليه بالسجن 30 شهرا مع وقف تنفيذ نصف العقوبة.

### تعيين صباح الخالد رئيسا لمجلس الوزراء
في نوفمبر 2019 أقيل الشيخ خالد الجراح الصباح نائب رئيس الوزراء ووزير الداخلية السابق في الكويت من منصبه بعد مزاعم من وزير الدفاع ناصر صباح الأحمد الصباح. وقد عرضت المزاعم على النائب العام الكويتي حيث اتهمت رئيس الوزراء الشيخ جابر المبارك ووزير الدفاع الشيخ خالد باختلاس 240 مليون دينار كويتي (حوالي 794.5 مليون دولار أمريكي) من أموال الحكومة أثناء توليه منصب وزير الدفاع. استقال الشيخ جابر المبارك من منصب رئيس الوزراء ولكن بعد إعادة تعيينه من قبل الأمير رفض المنصب معربا عن رغبته في تبرئة اسمه أولا في المحكمة. وبعد ذلك قام الأمير صباح بتعيين وزير الخارجية المنتهية ولايته الشيخ صباح خالد الحمد الصباح رئيسا للوزراء.

## سياسة مجلس الأمة

### تعديل النظام الانتخابي ومقاطعة المعارضة
في 21 يونيو 2012 ألغت المحكمة الدستورية جلسة مجلس الأمة ذات الأغلبية المعارضة والتي تم انتخابها في فبراير 2012. وبعد ذلك أصدر الأمير صباح الأحمد مرسوما بتعديل نظام التصويت للمواطنين الكويتيين من أربعة أصوات غير قابلة للتحويل إلى صوت واحد غير قابل للتحويل. وأدى هذا التعديل إلى مقاطعة المعارضة للانتخابات البرلمانية في ديسمبر 2012 و2013.

### المعارضة الشعبية للإصلاح الاقتصادي
أقرت الدورتان الرابعة عشرة والخامسة عشرة برئاسة مرزوق الغانم بعض القوانين التي لم تحظى بشعبية. في يونيو 2016 أصدر مجلس الأمة قانون الطعن في الذات الملكية الذي يحظر على المواطنين الذين يشوهون كرامة الأمير الترشح للانتخابات. وقد أدى هذا القانون إلى حرمان العديد من أعضاء المعارضة مثل مسلم البراك وبدر الداهوم من الترشح للمناصب. في أغسطس 2016 كجزء من الإصلاحات الاقتصادية الرامية إلى مواجهة انخفاض عائدات النفط وافق مجلس الأمة على مشروع قانون يقضي بزيادة أسعار البنزين المدعومة بشدة وهي من أدنى الأسعار على مستوى العالم بنسبة 40-80%. كانت هذه هي المرة الأولى التي يتم فيها رفع أسعار الغاز منذ 50 عاما.

### حكومة صباح الخالد (من ديسمبر 2020 إلى يونيو 2022)
في انتخابات مجلس الأمة التي أجريت في ديسمبر 2020 فقد ثلثا شاغلي المناصب مقاعدهم. في 11 ديسمبر أعلن 40 نائبا بشكل مشترك عن عزمهم التصويت لصالح بدر الحميدي ليحل محل مرزوق الغانم كرئيس لمجلس الأمة.

#### حكومة الخالد تنتخب الغانم
في 15 ديسمبر 2020 خلال الجلسة الافتتاحية لمجلس الأمة تم انتخاب مرزوق الغانم رئيسا للمجلس بأغلبية 33 صوتا منها 16 عضوا في مجلس الوزراء متفوقا على الحميدي الذي حصل على 28 صوتا. وأدى انتخاب الغانم إلى استياء بين بعض النواب المنتخبين مما أدى إلى طلب استجواب الخالد رئيس الحكومة. وجاء الاستجواب بطلب من النواب الداهوم والسويط والعتيبي. وذكر السويط أن صباح الخالد طرح مصالحه بدلا من مصالح الشعب وأيد الاستجواب 31 نائبا. وفي 18 يناير 2021 استقالت حكومة صباح الخالد بعد بقائها في السلطة لمدة شهر وأربعة أيام.

#### المعارضة ترفض التعاون مع الخالد
في 2 مارس 2021 شكل الخالد حكومة جديدة. وفي وقت لاحق من ذلك الشهر في 31 مارس أدت حكومة الخالد اليمين الدستورية خلال جلسة قاطعها أعضاء المعارضة مما أدى إلى حضور 33 عضوا فقط بمن فيهم الخالد ووزرائه الـ16 من إجمالي 65. وطلب الخالد خلال هذه الجلسة تأجيل كافة استجواباته الحالية والمستقبلية إلى ما بعد انتهاء الجلسة النيابية الثانية وهو الطلب الذي حظي بموافقة الأعضاء الحاضرين. بالإضافة إلى ذلك تضمنت الجلسة إعلان شغور مقعد بدر الداهوم وهو السبب الأساسي لمقاطعة المعارضة.
في 13 أبريل 2021 تقدم أعضاء المعارضة باقتراح لإلغاء تأجيل استجواب الخالد. تم رفض الاقتراح بأغلبية 33 من الأعضاء الستين الحاضرين. واندلعت الفوضى أثناء التصويت حيث احتج أعضاء المعارضة على الرفض على المنصة. وصعّد محمد المطير الموقف باستخدام مكبر الصوت وهو يصرخ: "هذا الطلب لا ينبغي أن يمر!" بينما حاول صالح الشلاحي أخذ ورقة الاقتراع من الأمين العام. وفي 28 أبريل احتل أعضاء المعارضة المقاعد المخصصة لوزراء الحكومة في مجلس الأمة مطالبين بظهور الخالد على "منصة الاستجواب". وأدى ذلك إلى مقاطعة الحكومة للجلسة ومن ثم إلغاءها. وواصلت المعارضة هذا التكتيك في 25 مايو وواصلت اعتصامها على مقاعد الحكومة مما أطال أمد مقاطعة الحكومة.

#### الوسمي يخلف الداهوم
في 8 يونيو 2014 حُكم على بدر الداهوم بالسجن لمدة سنة وثمانية أشهر بعد إدانته بإهانة الأمير صباح الأحمد. وبعد انتخاب الداهوم تم التشكيك في صحة الترشيح من قبل المحكمة الدستورية. وفي 15 مارس 2021 أبطلت المحكمة الدستورية ترشح الداهوم بعد مخالفته قوانين الترشح التي أقرت بعد عامين من خطابه.
في 23 أبريل 2021 أعلن عبيد الوسمي ترشحه في انتخابات فرعية على مقعد الداهوم الشاغر. ورحب العديد من أعضاء المعارضة بإعلان الوسمي بمن فيهم عبد الكريم الكندري ومرزوق الخليفة وبدر الداهوم نفسه. وفي الانتخابات الفرعية التي أجريت في 21 مايو حصل عبيد الوسمي على نسبة تاريخية بلغت 93% من مجموع الأصوات البالغة 43810 أصوات. وحطم عدد الأصوات التي حصل عليها عبيد عدد الأصوات التي حصل عليها مسلم البراك في انتخابات فبراير 2012 والتي بلغت 31263 صوتا.

#### الحوار الوطني الكويتي
قبل ثلاثة عشر يوما من افتتاح الدورة الثانية في 26 أكتوبر 2021 دعا الأمير نواف الأحمد الجابر الصباح أعضاء المعارضة والحكومة إلى حوار وطني على أمل أن يتعاون الفرعان في الجلسة المقبلة. وفي 8 أكتوبر أصدر الأمير عفوا عن العديد من أعضاء المعارضة الذين كانوا يقيمون في تركيا. وكان مسلم البراك وسالم نملان العازمي وجمعان الحربش وفيصل المسلم وآخرون ضمن قائمة العفو الأميرية. والمثير للجدل أن العفو شمل أيضا عشرين مواطنا كويتيا كانوا جزءا من قضية خلية العبدلي الإرهابية. "خلية" تابعة لحزب الله قامت بتخزين الأسلحة في بلدة العبدلي في 24 أكتوبر تم تعيين مرزوق الغانم وصباح الخالد في لجنة العفو الأميري المستقبلي.
في 28 ديسمبر 2021 وكجزء من الحوار الوطني أعلن رئيس الوزراء صباح الخالد عن ضم العديد من أعضاء مجلس الأمة إلى حكومته الجديدة. وضم النواب الذين عينوا في الحكومة التاسعة والثلاثين عيسى الكندري ومحمد الراجحي وحمد روح الدين ومبارك العرو. وأحدث الحوار انقساما دائما بين أعضاء المعارضة حيث رفض البعض مثل محمد المطير التعاون مع رئيس مجلس النواب مرزوق الغانم بينما شارك آخرون مثل عبيد الوسمي في جهود الحوار.

#### استقالة الخالد الرابعة
خلال الحوار الوطني تم التراجع عن قرار تأجيل كافة التحقيقات مع رئيس الوزراء صباح الخالد. بتاريخ 29 مارس 2022 تقدم النواب مهند الساير ومهلهل المضف وحسن جوهر بطلب لاستجواب رئيس الوزراء صباح الخالد. وتصاعد هذا الاستجواب إلى التهديد بسحب الثقة والذي أيده 26 عضوا وأدى إلى استقالة الخالد في 5 أبريل 2022. واستمرت حكومته 99 يوما قبل أن يقبل نواف الأحمد استقالته في 10 مايو 2022.

#### اعتصام الأعضاء وحلهم
احتجاجا على تأخر الخالد في تشكيل حكومته نظم 17 عضوا في 15 يونيو 2022 اعتصاما ليليا أمام مكاتبهم في مجلس الأمة. وطالب النواب المشاركون باستعادة الحياة السياسية في الكويت والتي قالوا إنها تعطلت خلال فترة رئاسة صباح الخالد للوزراء.
في 22 يونيو أعلن ولي العهد مشعل الأحمد الجابر الصباح عن نيته حل مجلس الأمة بعد تصاعد التوترات بين الجانبين. وبذلك أنهى الاعتصام في نفس اليوم.

### أحمد النواف الدوري الممتاز (يوليو 2022 - ديسمبر 2023)
في 24 يوليو 2022 صدر مرسوم أميري من ولي العهد نيابة عن الأمير بتعيين الابن الأكبر للأمير الشيخ أحمد النواف الأحمد الصباح رئيسا لمجلس الوزراء الكويتي.